# 逆山洋
逆山 洋（さかやま ひろし、1949年 -）は、日本の小説家、推理作家。大学教授。鹿児島市生まれ。日本推理作家協会会員。東京大学大学院博士課程ドイツ文学専攻中退。

## 略歴
1992年6月、山口光一名義で、国際謀略小説『モルダウ河の淡い影』を刊行しデビュー。これは、東京創元社の推理小説叢書「黄金の13」の1冊として刊行された。その3ヶ月後には『ダビデの星のもとに』が創元クライム・クラブの1冊として刊行された。
1996年の警察小説『誇り（プライド）』からは逆山洋名義である。

## 作品リスト
山口光一名義
- 単行本
  - モルダウ河の淡い影 （黄金の13、東京創元社、1992年6月）ISBN 978-4488012472
  - ダビデの星のもとに （創元クライム・クラブ、東京創元社、1992年9月）ISBN 978-4488012618
- 短編
  - 伊藤老人の小屋 - 『創元推理』2 1993年春号（1993年5月）
  - 最後の亡命者 - 『創元推理』3 1993年秋号（1993年10月）

逆山洋名義
- 誇り（プライド） （講談社ノベルス、講談社、1996年3月）ISBN 978-4061819030